# Indy-Lights-Saison 2013
Die Indy-Lights-Saison 2013 ist die 28. Saison der amerikanischen Rennserie Indy Lights.

## Teams und Fahrer
Alle Teams benutzen Chassis von Dallara, Motoren von Infiniti und Reifen von Firestone.
| Team                                                             | Nr. | Fahrer              | Rennen  |
| ---------------------------------------------------------------- | --- | ------------------- | ------- |
| Schmidt Peterson Motorsports Schmidt Peterson c/w Curb‐Agajanian | 07  | Gabby Chaves        | 1–12    |
| Schmidt Peterson Motorsports Schmidt Peterson c/w Curb‐Agajanian | 08  | Sage Karam          | 1–12    |
| Schmidt Peterson Motorsports Schmidt Peterson c/w Curb‐Agajanian | 67  | Kyle O’Gara         | 4, 12   |
| Schmidt Peterson Motorsports Schmidt Peterson c/w Curb‐Agajanian | 77  | Jack Hawksworth     | 1–12    |
| Team Moore Racing                                                | 02  | Juan Pablo Garcia   | 1–10    |
| Team Moore Racing                                                | 02  | Peter Dempsey       | 11      |
| Team Moore Racing                                                | 22  | Ethan Ringel        | 1       |
| Team Moore Racing                                                | 22  | Victor Carbone      | 2       |
| Team Moore Racing                                                | 22  | Mikaël Grenier      | 3       |
| Team Moore Racing                                                | 22  | Jimmy Simpson       | 4       |
| Team Moore Racing                                                | 22  | Conor Daly          | 11      |
| Andretti Autosport                                               | 12  | Zach Veach          | 1–12    |
| Andretti Autosport                                               | 26  | Carlos Muñoz        | 1–12    |
| Belardi Auto Racing                                              | 04  | Jorge Goncalvez     | 1–12    |
| Belardi Auto Racing                                              | 05  | Peter Dempsey       | 1–10    |
| Belardi Auto Racing                                              | 05  | Juan Pablo Garcia   | 11, 12  |
| Belardi Auto Racing                                              | 06  | Giancarlo Serenelli | 9–12    |
| JMM/BHA with Curb-Agajanian                                      | 28  | Chase Austin        | 4       |
| JMM/BHA with Curb-Agajanian                                      | 28  | Axcil Jefferies     | 9, 11   |
| MDL Racing/Peter Dragffy                                         | 56  | Matthew Di Leo      | 3, 8–11 |
| Pabst Racing                                                     | 17  | Dalton Kellett      | 10      |

### Änderungen bei den Fahrern
Die folgende Auflistung enthält alle Fahrer, die an der Indy-Lights-Saison 2012 teilgenommen haben und in der Saison 2013 nicht für dasselbe Team wie 2012 starten.
Fahrer, die ihr Team gewechselt haben:
- Chase Austin: Juncos Racing → JMM/BHA with Curb-Agajanian
- Victor Carbone: Sam Schmidt Motorsports → Team Moore Racing
- Juan Pablo Garcia: Jeffrey Mark Motorsport → Team Moore Racing

Fahrer, die in die Indy Lights einsteigen bzw. zurückkehren:
- Gabby Chaves: Star Mazda Series (JDC Motorsports) → Schmidt Peterson Motorsports
- Conor Daly: GP3-Serie (Lotus GP) → Team Moore Racing
- Matthew Di Leo: U.S. F2000 National Championship (MDL Racing) → MDL Racing/Peter Dragffy
- Mikaël Grenier: Kartsport → Team Moore Racing
- Jack Hawksworth: Star Mazda Series (Team Pelfrey) → Schmidt Peterson Motorsports
- Axcil Jefferies: FIA-Formel-2-Meisterschaft → JMM/BHA with Curb-Agajanian
- Sage Karam: Star Mazda Series (Andretti Autosport) → Schmidt Peterson Motorsports
- Dalton Kellett: U.S. F2000 National Championship (Pabst Racing) → Pabst Racing
- Kyle O’Gara: USAC National Midget Series → Schmidt Peterson Motorsports
- Ethan Ringel: GP3-Serie (Atech CRS Grand Prix) → Team Moore Racing
- Giancarlo Serenelli: GP2-Serie (Venezuela GP Lazarus) → Belardi Auto Racing
- Jimmy Simpson: USAC National Midget Series → Team Moore Racing
- Zach Veach: Star Mazda Series (Andretti Autosport) → Andretti Autosport

Fahrer, die die Indy Lights verlassen haben:
- Nick Andries: Bryan Herta Autosport → Star Mazda Series (JDC Motorsports)
- Sebastián Saavedra: AFS Racing/Andretti Autosport → IndyCar Series (Dragon Racing)
- Tristan Vautier: Sam Schmidt Motorsports → IndyCar Series (Schmidt Peterson Motorsports)

Fahrer, die noch keinen Vertrag für ein Renncockpit 2013 besitzen:
| - Troy Castaneda - Bryan Clauson - Alon Day - Armaan Ebrahim - Adderly Fong - Esteban Guerrieri - J. V. Horto | - Alex Jones - Anders Krohn - Mike Larrison - Emerson Newton-John - David Ostella - Bruno Palli - Brandon Wagner | - Oliver Webb - Darryl Wills - Stefan Wilson - Gustavo Yacamán - Rodin Younessi |

## Rennkalender
Die Indy-Lights-Saison 2013 umfasst zwölf Rennen. Alle Rennen finden im Rahmen der IndyCar Series statt. Neu im Rennkalender sind der Pocono Raceway, der Mid-Ohio Sports Car Course und der Reliant Park. Gestrichen wurden die Rennen in Detroit, Edmonton und Trois-Rivières.
| Nr. | Datum         | Rennstrecke      | Art | Erster          | Zweiter         | Dritter         |
| --- | ------------- | ---------------- | --- | --------------- | --------------- | --------------- |
| 1.  | 23. März      | Saint Petersburg | T   | Jack Hawksworth | Peter Dempsey   | Sage Karam      |
| 2.  | 07. April     | Birmingham       | P   | Carlos Muñoz    | Jack Hawksworth | Gabby Chaves    |
| 3.  | 21. April     | Long Beach       | T   | Carlos Muñoz    | Gabby Chaves    | Sage Karam      |
| 4.  | 24. Mai       | Indianapolis     | O   | Peter Dempsey   | Gabby Chaves    | Sage Karam      |
| 5.  | 15. Juni      | West Allis       | O   | Sage Karam      | Carlos Muñoz    | Zach Veach      |
| 6.  | 23. Juni      | Newton           | O   | Sage Karam      | Gabby Chaves    | Jack Hawksworth |
| 7.  | 06. Juli      | Pocono           | O   | Carlos Muñoz    | Sage Karam      | Gabby Chaves    |
| 8.  | 13. Juli      | Toronto          | T   | Jack Hawksworth | Peter Dempsey   | Gabby Chaves    |
| 9.  | 04. August    | Lexington        | P   | Gabby Chaves    | Peter Dempsey   | Jack Hawksworth |
| 10. | 01. September | Baltimore        | T   | Jack Hawksworth | Sage Karam      | Gabby Chaves    |
| 11. | 06. Oktober   | Houston          | T   | Sage Karam      | Gabby Chaves    | Conor Daly      |
| 12. | 19. Oktober   | Fontana          | O   | Carlos Muñoz    | Gabby Chaves    | Sage Karam      |

- Erklärung: O: Ovalkurs, T: temporäre Rennstrecke (Stadtkurs, Flugplatzkurs), P: permanente Rennstrecke

## Wertungen

### Punktesystem
Die Punkte werden nach folgendem Schema vergeben:
| Position | 1  | 2  | 3  | 4  | 5  | 6  | 7  | 8  | 9  | 10 | 11 | 12 | 13 | 14 | 15 | 16 | 17 | 18 | 19 | 20 | 21 | 22 | 23 | 24 | 25 | 26 | 27 | 28 | 29 | 30 | 31 | 32 | 33 |
| -------- | -- | -- | -- | -- | -- | -- | -- | -- | -- | -- | -- | -- | -- | -- | -- | -- | -- | -- | -- | -- | -- | -- | -- | -- | -- | -- | -- | -- | -- | -- | -- | -- | -- |
| Punkte   | 50 | 40 | 35 | 32 | 30 | 28 | 26 | 24 | 22 | 20 | 19 | 18 | 17 | 16 | 15 | 14 | 13 | 12 | 12 | 12 | 12 | 12 | 12 | 12 | 10 | 10 | 10 | 10 | 10 | 10 | 10 | 10 | 10 |

Außerdem gibt es einen Zusatzpunkt für die Pole-Position und zwei zusätzliche Punkte für den Fahrer, der das Rennen die meisten Runden angeführt hatte.

### Fahrerwertung
| Pos. | Fahrer        | STP | BAR | LBH | INDY | MIL | IOW | POC | TOR | MDO | BAL | HOU | FON | Punkte |
| ---- | ------------- | --- | --- | --- | ---- | --- | --- | --- | --- | --- | --- | --- | --- | ------ |
| 01   | S. Karam      | 3   | 4   | 3   | 3    | 1   | 1*  | 2   | 6   | 8   | 2   | 1*  | 3   | 460    |
| 02   | G. Chaves     | 8   | 3   | 2   | 2    | 4   | 2   | 3   | 3   | 1*  | 3   | 2   | 2   | 449    |
| 03   | C. Muñoz      | 7   | 1*  | 1*  | 4*   | 2   | 8   | 1*  | 4   | 4   | 9   | 12  | 1*  | 441    |
| 04   | J. Hawksworth | 1*  | 2   | 10  | 10   | 8   | 3   | 5   | 1*  | 3   | 1*  | 6   | 9   | 412    |
| 05   | P. Dempsey    | 2   | 6   | 9   | 1    | 6   | 4   | 7   | 2   | 2   | 4   | 9   |     | 360    |
| 06   | J. Goncalvez  | 6   | 5   | 4   | 6    | 7   | 5   | 8   | 8   | 9   | 5   | 4   | 5   | 336    |
| 07   | Z. Veach      | 5   | 9   | 8   | 5    | 3*  | 7   | 4   | 7   | 5   | 8   | 10  | 4   | 334    |
| 08   | J. Garcia     | 4   | 8   | 6   | 9    | 5   | 6   | 6   | 5   | 6   | 11  | 8   | 6   | 312    |
| 09   | M. Di Leo     |     |     | 5   |      |     |     |     | 9   | 10  | 6   | 11  |     | 119    |
| 10   | G. Serenelli  |     |     |     |      |     |     |     |     | 11  | 7   | 7   | 7   | 97     |
| 11   | A. Jefferies  |     |     |     |      |     |     |     |     | 7   |     | 5   |     | 56     |
| 12   | K. O’Gara     |     |     |     | 11   |     |     |     |     |     |     |     | 8   | 43     |
| 13   | C. Daly       |     |     |     |      |     |     |     |     |     |     | 3   |     | 35     |
| 14   | V. Carbone    |     | 7   |     |      |     |     |     |     |     |     |     |     | 26     |
| 15   | M. Grenier    |     |     | 7   |      |     |     |     |     |     |     |     |     | 26     |
| 16   | J. Simpson    |     |     |     | 7    |     |     |     |     |     |     |     |     | 26     |
| 17   | C. Austin     |     |     |     | 8    |     |     |     |     |     |     |     |     | 24     |
| 18   | E. Ringel     | 9   |     |     |      |     |     |     |     |     |     |     |     | 22     |
| 19   | D. Kellett    |     |     |     |      |     |     |     |     |     | 10  |     |     | 20     |
| Pos. | Fahrer        | STP | BAR | LBH | INDY | MIL | IOW | POC | TOR | MDO | BAL | HOU | FON | Punkte |

| Farbe      | Bedeutung                                          |
| ---------- | -------------------------------------------------- |
| Gold       | Sieger                                             |
| Silber     | 2. Platz                                           |
| Bronze     | 3. Platz                                           |
| Grün       | 4. und 5. Platz                                    |
| Hellblau   | 6. bis 10. Platz                                   |
| Dunkelblau | Rennen beendet (außerhalb der ersten zehn Piloten) |
| Violett    | Rennen nicht beendet                               |
| Rot        | nicht qualifiziert (DNQ)                           |
| Schwarz    | disqualifiziert (DSQ)                              |
| Weiß       | nicht am Start (DNS)                               |
| Weiß       | zurückgezogen (WD)                                 |
| Weiß       | Rennen abgesagt (C)                                |
| Blanko     | nicht teilgenommen                                 |
| Blanko     | nicht erschienen (DNA)                             |
| Blanko     | verletzt oder krank (INJ)                          |
| Blanko     | ausgeschlossen (EX)                                |

| Weitere Notation   |                                                               |
| Fett               | Pole-Position (1 Punkt)                                       |
| Kursiv             | Schnellste Rennrunde                                          |
| °                  | Qualifying abgebrochen, kein Bonuspunkt für die Pole-Position |
| *                  | Meiste Führungsrunden (2 Punkte)                              |
| Rookie of the Year |                                                               |
| Rookie             |                                                               |

| Farbe      | Bedeutung                                          |
| ---------- | -------------------------------------------------- |
| Gold       | Sieger                                             |
| Silber     | 2. Platz                                           |
| Bronze     | 3. Platz                                           |
| Grün       | 4. und 5. Platz                                    |
| Hellblau   | 6. bis 10. Platz                                   |
| Dunkelblau | Rennen beendet (außerhalb der ersten zehn Piloten) |
| Violett    | Rennen nicht beendet                               |
| Rot        | nicht qualifiziert (DNQ)                           |
| Schwarz    | disqualifiziert (DSQ)                              |
| Weiß       | nicht am Start (DNS)                               |
| Weiß       | zurückgezogen (WD)                                 |
| Weiß       | Rennen abgesagt (C)                                |
| Blanko     | nicht teilgenommen                                 |
| Blanko     | nicht erschienen (DNA)                             |
| Blanko     | verletzt oder krank (INJ)                          |
| Blanko     | ausgeschlossen (EX)                                |

| Weitere Notation   |                                                               |
| Fett               | Pole-Position (1 Punkt)                                       |
| Kursiv             | Schnellste Rennrunde                                          |
| °                  | Qualifying abgebrochen, kein Bonuspunkt für die Pole-Position |
| *                  | Meiste Führungsrunden (2 Punkte)                              |
| Rookie of the Year |                                                               |
| Rookie             |                                                               |

- In Houston wurde die Startaufstellung durch die Entrant-Punkte ermittelt. Es gab keinen Bonuspunkt.[19]